# 峪泉镇
峪泉镇，是中华人民共和国甘肃省嘉峪关市下辖的一个镇，位于嘉峪关市西北部。

## 行政区划
峪泉镇下辖以下地区：
嘉峪关村、黄草营村和段山口村。

## 交通

### 铁路
- 兰新铁路

### 公路
- 国道312线、连霍高速公路（G30）